# Mariana Zaharia
Mariana Zaharia (n. 4 septembrie 1957) este o canotoare română. Ea a concurat în proba de patru vâsle cu cârmaci⁠(d) la Jocurile Olimpice de vară din 1980.

## Distincții
- Medalia „Meritul Sportiv” clasa I (15 aprilie 1981) „pentru rezultatele deosebite obținute la Jocurile olimpice de vară de la Moscova — 1980, precum și pentru contribuția adusă la dezvoltarea activității sportive și la creșterea prestigiului sportului românesc pe plan internațional”[5]